# اوتیس بارتون
اوتیس بارتون (انگلیسی: Otis Barton؛ ۵ ژوئن ۱۸۹۹ – ۱۵ آوریل ۱۹۹۲) یک مخترع، هنرپیشه و غواص اهل ایالات متحده آمریکا بود.